# Gracjan Leczyk
Gracjan Leczyk (ur. 27 listopada 1934 w Poznaniu) – prezydent Torunia w latach 1978–1982.
Urodził się 27 listopada 1934 roku w Poznaniu. Po ukończeniu Wyższej Szkoły Ekonomicznej w Poznaniu podjął pracę w Stomilu. Następnie pracował w Kujawskich Zakładach Przemysłu Tłuszczowego w Kruszwicy na stanowisku zastępcy dyrektora ds. administracyjno-handlowych. W 1961 roku przystąpił do Polskiej Zjednoczonej Partii Robotniczej. W 1975 roku rozpoczął pracę w Komitecie Wojewódzkim PZPR w Toruniu. 1 lipca 1978 roku objął urząd prezydenta Torunia. W sierpniu 1980 roku reprezentował stronę rządową podczas rozmów pomiędzy strajkujący pracownikami Toruńskich Zakładów Urządzeń Okrętowych „Towimor” a władzami województwa toruńskiego. 4 czerwca 1982 roku podał się do dymisji.
Gracjan Leczyk przykładał dużą uwagę na rozwój infrastruktury i gospodarki komunalnej miasta. Podczas prezydentury Leczyka uruchomiono linie tramwajowe do Merinotexu, Elany i na Rubinkowo, rozbudowano trasę W-Z, Szosę Lubicką, przebudowano rondo Pokoju Toruńskiego i węzeł przy ul. Bażyńskich, wybudowano drugą nitkę ul. Kościuszki oraz zmodernizowano trasę wylotową na Gdańsk. Ponadto oddano do użytku zajezdnię autobusową, ujęcie wody na Drwęcy, kilka przedszkoli i halę Olimpijczyk, a także zadaszono Tor-Tor i przygotowano projekt uciepłowienia Starego Miasta. Podczas prezydentury Leczyka Toruń podpisał umowę partnerską z Getyngą oraz utworzono odznaki za zasługi dla Torunia. Na jakość pracy w Toruniu wpływ miały zima stulecia, strajki podczas sierpnia 1980 oraz wprowadzenie stanu wojennego w 1981 roku.